# Suite pour orgue
 (mars 2024).
Si vous disposez d'ouvrages ou d'articles de référence ou si vous connaissez des sites web de qualité traitant du thème abordé ici, merci de compléter l'article en donnant les références utiles à sa vérifiabilité et en les liant à la section « Notes et références ».
Pour les articles homonymes, voir Suite.
La suite pour orgue est un genre musical cultivé en France pendant les XVIIe et XVIIIe siècles, environ de 1660 à 1740. Le terme peut aussi s'appliquer à des ouvrages de compositeurs de l'Allemagne catholique vers la même époque (par exemple : Johann Caspar Ferdinand Fischer, suites comprenant préludes et fugues) ou encore Franz Xaver Murschhauser. 
Le répertoire de l'orgue en France à l'époque baroque a une destination principalement liturgique. Messes et hymnes en mode grégorien sont à l'origine de pièces d'orgue qui doivent être courtes (on n'est pas au concert), ne laissant guère à l'interprète la possibilité de développer les thèmes. La structure de la messe pour orgue est réglée par les autorités de l'Église qui imposent le nombre et le caractère des pièces qui accompagnent le Kyrie, le Gloria, le Sanctus et l'Agnus Dei. Une plus grande latitude est laissée à l'interprète pour l'Offertoire, l'Élévation et la sortie. Quant à l'hymne, il détermine également le nombre des pièces,. 
La suite pour orgue apparaît avec Nivers et Lebègue : elle est issue de cette tradition et s'inspire de la suite de danses (que les organistes pratiquent car ils sont également tous clavecinistes) mais ils remplacent les airs de danse par d'autres, au rythme et au nom plus adaptés à la prière, au recueillement et à la méditation, ce qu'André Raison précise eu égard à la sainteté du lieu. En effet l'orgue est avant tout instrument de la liturgie et présent dans les églises : préludes, duos, trios, dialogues, récits, fugues, pleins jeux, fonds d'orgue etc. Une pièce intéressante et spécifique à l'orgue est l'« écho » qui utilise les possibilités offertes par les multiples registres de l'orgue. 
Contrairement à la suite profane, la suite pour orgue (qui peut comprendre plus d'une dizaine de pièces) ne sera jamais « normalisée ». Il s'agit surtout, pour le compositeur, de proposer une sorte de catalogue de pièces variant le mode, la forme, le rythme et la registration pour pouvoir s'adapter en les combinant ad libitum aux nécessités de la liturgie. Des recueils importants sont ainsi publiés par plusieurs compositeurs (par exemple : Gilles Jullien, Jacques Boyvin), mais d'autres ne termineront jamais leur projet initial d'explorer tous les tons ecclésiastiques.

## Compositeurs ayant écrit des suites pour orgue
- Nicolas Lebègue (1631-1702)
- Guillaume-Gabriel Nivers (1632-1714)
- Lambert Chaumont (1645-1712)
- Gilles Jullien (~1650-1703)
- Jacques Boyvin (~1650-1706)
- Louis-Nicolas Clérambault (1676-1749)
- Jean-François Dandrieu (1682-1738)
- Léon Boëllmann (1862-1897)
- Louis Vierne (1870-1937)
- Maurice Duruflé (1902-1986)
- Jean Langlais (1907-1991)
- Jehan Alain (1911-1940)
- Denis Bédard (1950-    )